# フィールド・オブ・ドリームス
『フィールド・オブ・ドリームス』（Field of Dreams）は、1989年公開のアメリカ合衆国の映画。製作会社はユニバーサル・ピクチャーズで、ウイリアム・パトリック・キンセラの小説『シューレス・ジョー』を原作にフィル・アルデン・ロビンソンが監督と脚色を兼任。野球を題材に、1960年代をキーワードとして夢や希望、家族の絆といった、アメリカで讃えられる美徳を描き上げたファンタジー映画である。
特に野球が広く親しまれている国においてヒットし、アメリカでは第62回アカデミー賞で作品賞、脚色賞、作曲賞にノミネートされた。また日本では、第33回ブルーリボン賞や第14回日本アカデミー賞で最優秀外国語作品賞を受賞。全世界で8つのノミネートを受け5つの受賞を果たしたがそのうち4つは日本の映画賞である。
2013年以降、スティーヴン・ジェイ・シュナイダーの『死ぬまでに観たい映画1001本』に掲載されている。

## あらすじ
アイオワ州の片田舎で農場を営む都会育ちのレイ・キンセラ（ケビン・コスナー）は、ある日の夕方、トウモロコシ畑で謎の声を聞く。「それを作れば、彼がやって来る」。そしてトウモロコシ畑に野球場の幻を見る。冒険をせず堅実に生きてきたレイは、妻アニーの声にも押されて野球場建設を決意する。
順調とは言えない経営状態ながら、トウモロコシ畑の一部を潰して野球場を作るレイ。周囲の人間は彼をおかしくなったのかと笑い物にするが、レイ一家は意に介さない。
レイの父親ジョンはかつてメジャーリーグを目指したが、叶うことはなかった。その夢を息子に託そうとしたが、反発したレイは十代で家を飛び出し、父の葬式まで再び会うことはなかった。父に妻や孫娘の顔を見せられなかったことは、レイの心の傷となっていた。
レイの幼い娘カリンは夕闇の中、野球場に人影を見つけた。それは1919年に無実の罪（ブラックソックス事件）で球界を永久追放され、失意のうちに生涯を終えたはずの“シューレス”・ジョー・ジャクソンだった。彼とチームメイトたちは野球場で数十年ぶりの野球を楽しむが、その姿はレイ一家にしか見ることができない。
第二の謎の声「彼の痛みを癒せ」を聞き、考察するレイ。彼とは誰か？若い頃、自分が父に反発したのは、作家テレンス・マンの影響だった。フェンウェイ・パーク球場で彼とともに野球を観戦する夢をアニーと同時に見たレイは、テレンスを訪ねて一路ボストンへと向かう。
今は世を倦み隠遁生活を送るテレンスもまた、かつて野球選手になる夢を持っていた。訪ねてきたレイには「憧れなど無い」と頑なに言い張るが、レイは彼を連れ出す。フェンウェイ・パーク球場で第三のメッセージ「アーチー・“ムーンライト”・グラハム」をテレンスとともに受け取ったレイは、テレンスを車に乗せ、アーチーの住むミネソタ州に向かう。
アーチー・グラハムは生涯で1イニングだけメジャーの試合に出場し、打席に立つ機会を得ることなく引退した過去の野球選手だった。その後町医者となって地元に貢献し、すでに亡くなっていた。ひとり夜の町に出たレイは過去の世界に迷い込み、老グラハム医師に遭遇する。レイは彼と話をするが、彼は町を離れることを拒む。
諦めて農場に戻ることにするレイとテレンス。途中でヒッチハイクの若者を拾うと、それは球団を求めて旅をする若き野球選手アーチー・グラハムだった。
農場の野球場では、今は亡き名選手たちが次々と背後のトウモロコシ畑から姿を現し、試合を行っている。アーチーもそれに加わり、念願のバッターボックスに立つ。
しかし一方、農場は金銭的苦境に陥り、アニーの兄であるマークの仲介の下、売却か差し押さえかの選択を迫られていた。
「売る必要はないわ」と無邪気に語る娘のカリン。往年の名選手たちを見るために、大勢の観客がやって来る。入場料を取れば農場は救われると言うのだ。テレンスもそれに賛同し、レイは売却を拒否する。その返答に激昂したマークが掴みかかったことでカリンが誤嚥を起こし倒れるも、グラブを捨て老医の姿へと戻ったグラハムが適切な処置を行い事なきを得る。老人に戻ってしまったグラハムはレイに感謝を伝え、他の選手たちに健闘を称えられながら天国の妻の下へと帰っていった。
試合が終わり選手たちが去っていく中、テレンスはジョーに招待を受ける。既に取り壊されたエベッツ球場でジャッキー・ロビンソンとプレイするのが夢だったと語るテレンスは、レイに執筆活動の再開を約束し、選手たちと共にトウモロコシ畑の中へと消えて行った。
選手が去ったあとひとり残った選手がキャッチャーマスクを脱ぐと、それはレイの父親ジョンだった。独身時代の若々しい姿のジョンに、レイは妻と娘を紹介する。
レイとジョンは長年の夢であった親子のキャッチボールを楽しむ。陽が暮れて煌々と明かりが灯る畑の中の野球場に、観客たちを乗せた無数の車のヘッドライトが光の帯を作り、近づいて来る。

## キャスト
| 役名                                      | 俳優                           | 日本語吹替 | 日本語吹替             | 日本語吹替             | 日本語吹替 |
| 役名                                      | 俳優                           | DVD版      | VHS版                  | 日本テレビ版           | ?版        |
| ----------------------------------------- | ------------------------------ | ---------- | ---------------------- | ---------------------- | ---------- |
| レイ・キンセラ                            | ケビン・コスナー               | 津嘉山正種 | 津嘉山正種             | 津嘉山正種             | 津嘉山正種 |
| アニー・キンセラ                          | エイミー・マディガン           | 小宮和枝   | 一柳みる               | 松金よね子             |            |
| カリン・キンセラ                          | ギャビー・ホフマン             | 坂本真綾   | 宝田絢子               | 小島幸子               |            |
| "シューレス"・ジョー・ジャクソン          | レイ・リオッタ                 | 石塚運昇   | 池田秀一               | 菅生隆之               |            |
| マーク                                    | ティモシー・バスフィールド     | 秋元羊介   | 千田光男               | 有本欽隆               |            |
| テレンス・マン                            | ジェームズ・アール・ジョーンズ | 加藤正之   | 坂口芳貞               | 小林修                 |            |
| Dr.アーチボルト・"ムーンライト"・グラハム | バート・ランカスター           | 大木民夫   | 鈴木瑞穂               | 鈴木瑞穂               | 北川米彦   |
| アーチー・グラハム                        | フランク・ホエーリー           | 松本保典   | 堀内賢雄               | 堀内賢雄               |            |
| ジョン・キンセラ                          | ドワイヤー・ブラウン           | 大塚芳忠   | 沢木郁也               | 池田秀一               |            |
| バック・ウィーヴァー                      | マイケル・ミルホーン           |            |                        | 福田信昭               |            |
| エディ・シーコット                        | スティーヴ・イースティン       |            | 福田信昭               | 青野武                 |            |
| スウィード・リスバーグ                    | チャールズ・ホイエス           |            | 幹本雄之               | 若本規夫               |            |
| チック・ギャンディル                      | アート・ラフルー               |            | 筈見純                 | 郷里大輔               |            |
| 日本語版スタッフ                          |                                |            |                        |                        |            |
| プロデューサー                            |                                |            |                        | 金井芳広 垂水保貴      |            |
| 演出                                      |                                |            | 蕨南勝之               | 蕨南勝之               |            |
| 翻訳                                      |                                | 島伸三     | 武満眞樹               | たかしまちせこ         |            |
| 調整                                      |                                |            | 遠西勝三               | 遠西勝三               |            |
| 効果                                      |                                |            |                        | 佐藤良介               |            |
| 制作                                      |                                |            | ニュージャパンフィルム | ニュージャパンフィルム |            |

- DVD版 - 90年代に制作された機内上映用の音源のひとつを流用。Blu-ray、Ultra HD Blu-rayにも収録。
- VHS版 - 東和ビデオ＝NHKエンタープライズからNHK VOOKのレーベルで発売されたもの[注 4]。
- 日本テレビ版 - 初放送1992年4月17日 『金曜ロードショー』 ※思い出の復刻版DVDに収録[注 5]。

2024年6月5日発売の「ユニバーサル 思い出の復刻版 ブルーレイ」には、DVD版と日本テレビ版の吹き替えを収録。

## スタッフ
- 監督/脚色 - フィル・アルデン・ロビンソン
- 製作総指揮 - ブライアン・E・フランキッシュ
- 製作 - ローレンス・ゴードン／チャールズ・ゴードン
- アソシエイト・プロデューサー - ロイド・レヴィン
- 原作 - ウイリアム・パトリック・キンセラ『シューレス・ジョー』
- 撮影 - ジョン・リンドリー
- 音楽 - ジェームズ・ホーナー
- 編集 - イアン・クラフォード
- キャスティング・ディレクター - マーガレー・シムキン
- プロダクション・デザイン - デニス・ギャスナー
- 美術 - レスリー・マクドナルド
- 衣装デザイン - リンダ・M・バス

## 製作・配給

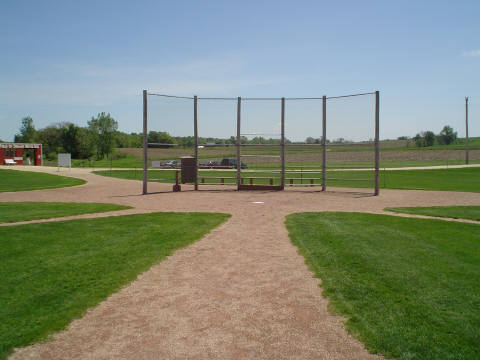
劇中に登場する野球場

映画の撮影は舞台となったアイオワ州北東部、ダビューク西郊の小さな町ダイアーズビルで行われた。劇中に登場する野球場は撮影に際し実際に建造されたものであった。撮影終了後も土地の所有者によって保存され、無料で入場することができ、許可を得れば野球の試合をすることもできた。
主人公であるレイ・キンセラ役にはトム・ハンクスも候補に挙がっていたが出演を断られた。フェンウェイ・パークでの試合のシーンで観客役のエキストラとしてベン・アフレック、マット・デイモンが参加しているが、完成した映画の中では2人が映っているカットは使用されていない。
日本では当初、『とうもろこし畑のキャッチボール』という邦題で公開される予定であり、業界ではその題が発表、使用されていたが、公開前に、現在の原題を基にした題に変更された。また、日本配給は当初はUIPが務める予定だったが、東宝東和に変更された。後に東宝東和は日本におけるユニバーサル映画の配給元となるが、本作が初めての配給となった。

## 関連出版
- W.P.キンセラ『シューレス・ジョー』永井淳 訳、文藝春秋、1985年。ISBN 978-4-1630-8220-2。 - 原作の訳書
  - W.P.キンセラ『シューレス・ジョー』永井淳 訳、文藝春秋〈文春文庫〉、1989年11月。ISBN 978-4-1672-1803-4。 - 上記の文庫版
- ブレット・H・マンデル『夢の球場の巡礼者たち それからの「フィールド・オブ・ドリームス」』小西敦子 訳、草思社、2003年12月26日。ISBN 978-4-7942-1272-6。 - 映画公開10年を過ぎたアイオワ州のロケ地をめぐるノンフィクション小説

## 評価
レビュー・アグリゲーターのRotten Tomatoesでは65件のレビューで支持率は88%、平均点は8.00/10となった。Metacriticでは18件のレビューを基に加重平均値が57/100となった。

## 本作にちなむイベント
2020年8月13日に、映画の舞台となったダイアーズビルの野球場（ロケ地の近接地に新設される球場）でシカゴ・ホワイトソックス 対 ニューヨーク・ヤンキースの公式戦「MLBアット・フィールド・オブ・ドリームス」を開催することが、2019年に発表されていた。その後、COVID-19の影響でシーズンが60試合に短縮化され、2020年7月にホワイトソックスの対戦相手はセントルイス・カージナルスに変更された。だが、8月3日になって、移動の困難さから試合開催の中止が発表された。
2021年8月12日に、1年越しでホワイトソックス対ヤンキース戦の開催が実現。開会式にはケビン・コスナーが登場し、両軍選手も右翼のトウモロコシ畑の中から登場した。試合は9対8でホワイトソックスが勝利した。この試合は、史上初めてアイオワ州で開催されたMLBの公式戦である。同日に行われたケビン・コスナーを交えた記者会見でコミッショナーのマンフレッドが翌年もフィールド・オブ・ドリームスを開催することを発表。大きな反響を受け、「MLB The Show 21」では8月10日のアップデートで球場の使用が可能となった。
2022年8月11日にはシカゴ・カブス対シンシナティ・レッズ戦が行われた。開会式にはケン・グリフィー・シニアとケン・グリフィー・ジュニアの親子が登場し、カブスに所属する鈴木誠也は、同地でプレーした初の日本人となった。

## 学術的参考文献
- 杉野健太郎 「ドリーミング・アメリカ　―　『フィールド・オブ・ドリームス』とネイション」、杉野健太郎編『映画とネイション』（映画学叢書[監修加藤幹郎]、ミネルヴァ書房、2010年）所収。